# سیارک ۲۳۰۴۲
سیارک ۲۳۰۴۲ (به انگلیسی: 23042 Craigpeters، نامگذاری:1999XR22) بیست و سه هزار و چهل و دومین سیارک کشف شده‌است که در ۶ دسامبر ۱۹۹۹ کشف شد.
قدر مطلق سیارک برابر ۱۸.۶ است.